# Anders Nielsen
Anders Ward Nielsen (Ciudad del Cabo, Sudáfrica, 24 de febrero de 1967–Londres, 29 de julio de 2010) fue un deportista británico que compitió en bádminton para Inglaterra en la modalidad individual.
Ganó dos medallas de bronce en el Campeonato Europeo de Bádminton, en los años 1992 y 1994.

## Palmarés internacional
| Representando a Inglaterra |                          |                   |            |
| Campeonato Europeo         |                          |                   |            |
| Año                        | Lugar                    | Medalla           | Prueba     |
| 1992                       | Glasgow (Reino Unido)    | Medalla de bronce | Individual |
| 1994                       | Den Bosch (Países Bajos) | Medalla de bronce | Individual |